# Proterospastis crebrescens
Proterospastis crebrescens är en fjärilsart som beskrevs av Edward Meyrick 1921. Proterospastis crebrescens ingår i släktet Proterospastis och familjen äkta malar. Inga underarter finns listade i Catalogue of Life.